# Taśma geodezyjna
Taśma geodezyjna – to wstęgowy przymiar liniowy  przeznaczony do bezpośredniego pomiaru długości.
Typowe taśmy miernicze mają długą tradycję w geodezyjnych pomiarach długości, ale zostały wyparte już prawie całkowicie z użycia przez dokładniejsze narzędzia.

## Opis
Taśma geodezyjna wykonana była ze wstęgi stalowej o określonym współczynniku rozszerzalności i wytrzymałości na rozciąganie. Wstęga miała szerokość 20–32 mm i grubość 0,4–0,6 mm. Oznaczona była podziałką ocyfrowaną co 1 m o wartości działki elementarnej 0,1 m. Odcinki metrowe oznaczono z obu stron taśmy mosiężnymi blaszkami podziałowymi z wybitą liczba metrów. Odcinki 5 metrowe zaznaczono większą blaszką. Odcinki półmetrowe oznaczono małymi okrągłymi blaszkami, a decymetry otworkami o średnicy 2,2 mm. Oba końce taśmy były usztywnione mosiężnymi końcówkami, na których naniesione były kreski oznaczające jej całkowitą długość. Końcówki za pomocą łączników połączono z uchwytami do trzymania taśmy w czasie pomiaru. Typowa długość taśmy wynosiła 20 m, chociaż do pewnych pomiarów używano taśm o długościach: 24, 30, 50 i 100 m. Do składowania i transportu taśmę zwijano na metalowym nawijaku mającym kształt obręczy z trzema lub czterema prowadnicami albo specjalny bęben.
Oprócz taśm stalowych niektóre wytwórnie produkowały precyzyjne taśmy geodezyjne wykonywane ze wstęg inwarowych.